# ФК Минск
ФК Минск (блр. ФК Мінск) је белоруски фудбалски клуб из Минска, који се такмичи у Премијер лиги Белорусије.

## Историја
Клуб је основан у 2006, од клуба који се такмичио у Првој лиги Белорусије ФК Смена Минск. ФК Минск је преузео Смену и успео да се првој години постојања пласира у Премијер лигу Белорусије.

## Успеси клуба
Прва лига Белорусије:
- Победник (2)

2006, 2008
Куп Белорусије:
- Финалиста (1)

2007.

## Минск у лигашким и куп такмичењима Белорусије
| Сезона | Лига     | Пласман | Играо | Добио | Нерешио | Изгубио | Гол-разлика | Бодови | Куп Белорусије | Белешка   |
| ------ | -------- | ------- | ----- | ----- | ------- | ------- | ----------- | ------ | -------------- | --------- |
| 2006   | Прва     | 1       | 26    | 17    | 5       | 4       | 44:13       | 56     |                | Промоција |
| 2007   | Премијер | 14      | 26    | 4     | 9       | 13      | 18:34       | 21     | полуфинале     | Испао     |
| 2008   | Прва     | 1       | 26    | 23    | 2       | 1       | 72:11       | 71     | 16 екипа       | Промоција |
| 2009   | Премијер | 9       | 26    | 11    | 3       | 12      | 33:26       | 36     | 16. екипа      |           |
| 2010   | Премијер |         |       |       |         |         |             |        | 16 екипа       |           |

## Минск на вечној табели Премијер лиге Белорусије
Стање после сезоне 2009.
| Плас. | Клуб     | Бр. сезона | Деби | Пос. испад. | Играо | Победа | Нерешено | Пораз | Гол раз. | Бодови | Најбољи резултат |
| ----- | -------- | ---------- | ---- | ----------- | ----- | ------ | -------- | ----- | -------- | ------ | ---------------- |
| 30    | ФК Минск | 2          | 2007 | 2007        | 52    | 15     | 12       | 25    | 51–60    | 57     | 9 (2009)         |